# Mathias Cormann
Mathias Hubert Paul Cormann (ur. 20 września 1970 w Eupen) – australijski polityk belgijskiego pochodzenia, członek Liberalnej Partii Australii (LPA). Były senator ze stanu Australia Zachodnia, minister finansów, od 1 czerwca 2021 Sekretarz Generalny Organizacji Współpracy Gospodarczej i Rozwoju.

## Życiorys

### Kariera zawodowa
Z pochodzenia jest niemieckojęzycznym Belgiem. Ukończył studia prawnicze na Katolickim Uniwersytecie w Lowanium. W wieku 24 lat wyemigrował do Australii, gdzie początkowo miał problem z nostryfikacją uzyskanych w Europie uprawnień prawniczych, wobec czego pracował jako ogrodnik. Mając już na koncie pewne doświadczenia polityczne z belgijską chadecją, w 1996 przystąpił do LPA i szybko został etatowym urzędnikiem na stanowiskach obsadzanych drogą nadania politycznego. W latach 1997–2000 był szefem personelu stanowego ministra ds. rodzin i dzieci w Australii Zachodniej, następnie od 2000 do 2001 doradzał premierowi stanowemu Richardowi Courtowi. W latach 2001–2003 po raz pierwszy pracował w Canberze jako doradca ministra sprawiedliwości i ceł Chrisa Ellisona. W latach 2003–2007 pracował w sektorze prywatnym, a ściślej w branży ubezpieczeń zdrowotnych.

### Kariera polityczna
W 2007 Parlament Australii Zachodniej wybrał go do Senatu Australii, zgodnie z procedurą uzupełniania mandatów senatorskich opróżnionych w środku kadencji, co w tym przypadku wiązało się z rezygnacją Iana Campbella. W 2010 uzyskał w wyborach powszechnych reelekcję na pełną, sześcioletnią kadencję. W 2013 został członkiem gabinetu Tony’ego Abbotta jako minister finansów. Zachował to stanowisko również w gabinecie Malcolma Turnbulla.